# CW-III
CW-III – polski szybowiec szkolny z okresu międzywojennego, pierwszy tego typu w Polsce.

## Historia

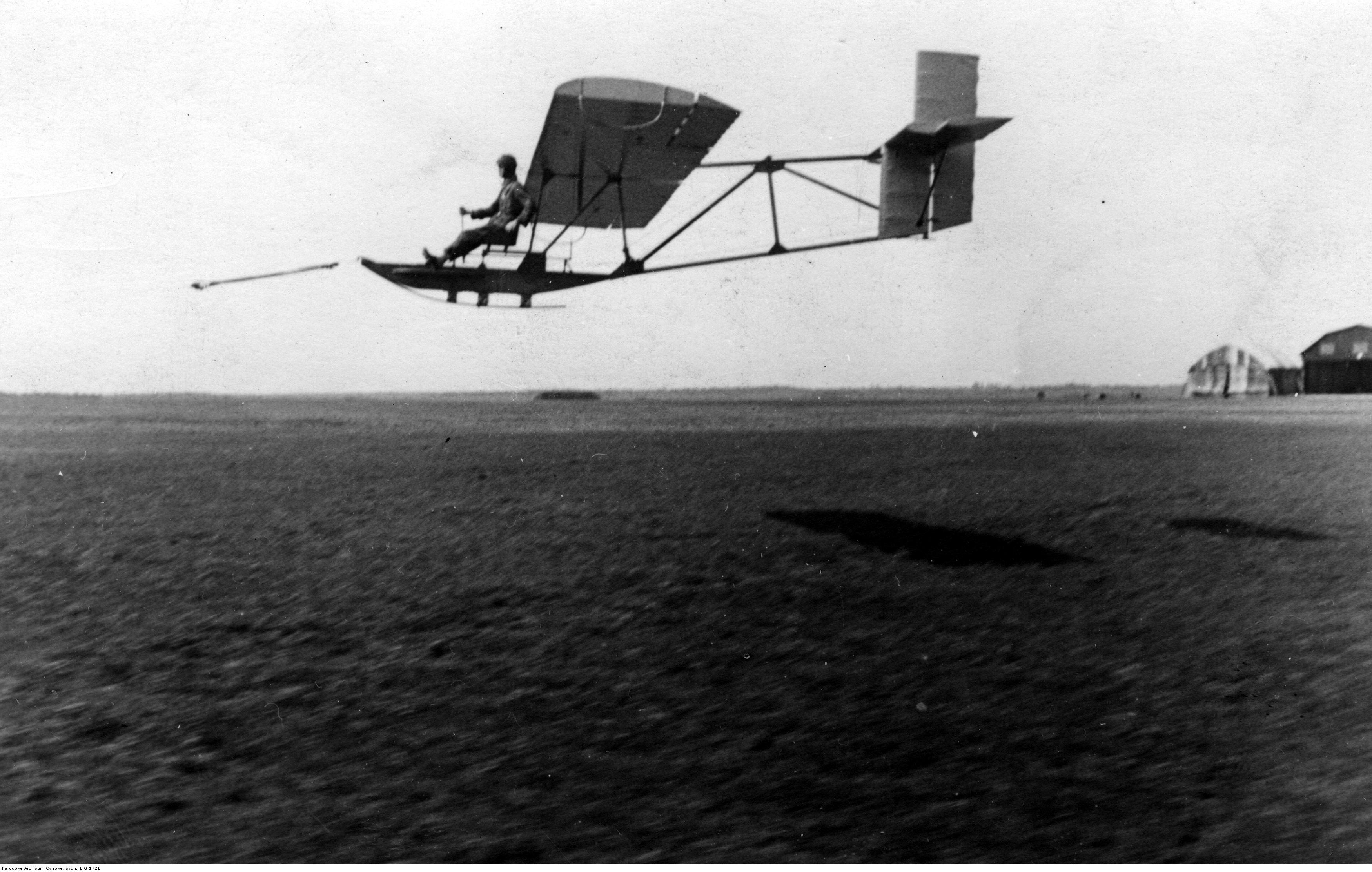
Prototyp szybowca CW-III podczas oblotu

W 1929 roku Wacław Czerwiński opracował konstrukcję dwóch szybowców: przejściowego i szkolnego. Szybowiec szkolny otrzymał oznaczenie CW-III. Jego prototyp został zbudowany w Warsztatach Szybowcowych Związku Awiatycznego Studentów Politechniki Lwowskiej.
Szybowiec został oblatany przez Szczepana Grzeszczyka 29 maja 1929 roku na lotnisku w Skniłowie, będąc holowany przez samochód. Pod koniec października 1929 roku w ramach II Wyprawy Szybowcowej ZASPL do Bezmiechowej przewieziono go na lądowisko w Bezmiechowie, gdzie w rozpoczęły się loty szkoleniowe na tym szybowcu. Wtedy też wyszkolono pierwszych pilotów szybowcowych, m.in. licencję otrzymał konstruktor szybowca Wacław Czerwiński.
Ponieważ była to udana konstrukcja szybowca szkolnego rozpoczęto produkcję kolejnych szybowców tego typu w warsztatach we Lwowie. Szybowcem tym zainteresowały inne koła szybowcowa z terenu kraju. Opis jego budowy ukazał się także w czasopismach lotniczych „Młody Lotnik” i „Skrzydlata Polska”, a ZASPL udostępnił wszystkim zainteresowanym plany techniczne szybowca, a także wysyłał materiały do jego budowy. Szybowce oprócz warsztatów we Lwowie były budowane także w innych miastach Polski, m.in. w Łucku i Gdańsku. Jego produkcję zakończono w 1931 roku, gdy opracowano i zbudowano kolejny szybowiec szkolny CWJ, który był udoskonaloną wersja szybowca CW-III.
Łącznie w latach 1929–1931 zbudowano około 20 szybowców CW-III, z tego około 15 w warsztatach we Lwowie a pozostałe w kołach szybowcowych na terenie Polski.

## Użycie w lotnictwie
Szybowiec CW-III od 1929 roku były użytkowane w szkołach szybowcowych do wstępnego szkolenia pilotów szybowcowych. Użytkowane one były aż do technicznego zużycia. Ostatni z nich został skasowany w 1938 roku.

## Konstrukcja
Jednomiejscowy szybowiec szkolny w układzie zastrzałowego górnopłata.
Kadłub o konstrukcji kratownicowej usztywnionej naciągiem z linek. W przedniej części umieszczono skrzynkę w której zamontowano fotel pilota i urządzenia sterownicze. Wyposażony w hak do startu z lin gumowych. 
Skrzydło prostokątne, dwudzielne, dwudźwigarowe, usztywnione linkami. Podparte zastrzałami. Do pierwszego dźwigara kryte sklejką, pozostała część kryta płótnem. Wyposażone w lotki o napędzie linkowym. 
Usterzenie drewniane kryte płótnem. Statecznik poziomy niedzielny podparty rurkowymi zastrzałami. 
Podwozie amortyzowane, jednotorowe składało się z podkadłubowej płozy i płozy ogonowej.